# EGREM
La EGREM (acronimo di Empresa de Grabaciones y Ediciones Musicales) è una etichetta discografica cubana, con sede a L'Avana.
Venne fondata dal governo cubano nel 1964  dopo il trionfo della Rivoluzione cubana: tutte le etichette discografiche cubane del tempo furono nazionalizzate e riunite sotto un unico nome. Tali etichette erano: Panart (la prima etichetta discografica con sede a Cuba, fondata da Ramón Sabat nel 1944), Gema, Fama, Corona e Duarte.
La EGREM possiede cinque studi di registrazione: Areito 101, Areito 102 e Calle 18 a L'Avana, Siboney a Santiago di Cuba, più uno studio itinerante per registrazioni live.
Negli studi di registrazione della EGREM fu registrato il celebre disco Buena Vista Social Club nel 1996.